# Yamaha Motor Racing
Yamaha Motor Racing ou Yamaha Factory Racing est une équipe de vitesse moto créée en 1999. C'est l'équipe officielle (usine) de Yamaha en MotoGP.

## Histoire
L'équipe est tout d'abord créée aux Pays-Bas après le départ de Wayne Rainey de l'équipe Marlboro Yamaha dont les motos étaient fournies par l'usine Yamaha depuis deux ans. En 2005, elle se relocalise en Italie, près du circuit de Monza.

## Galerie

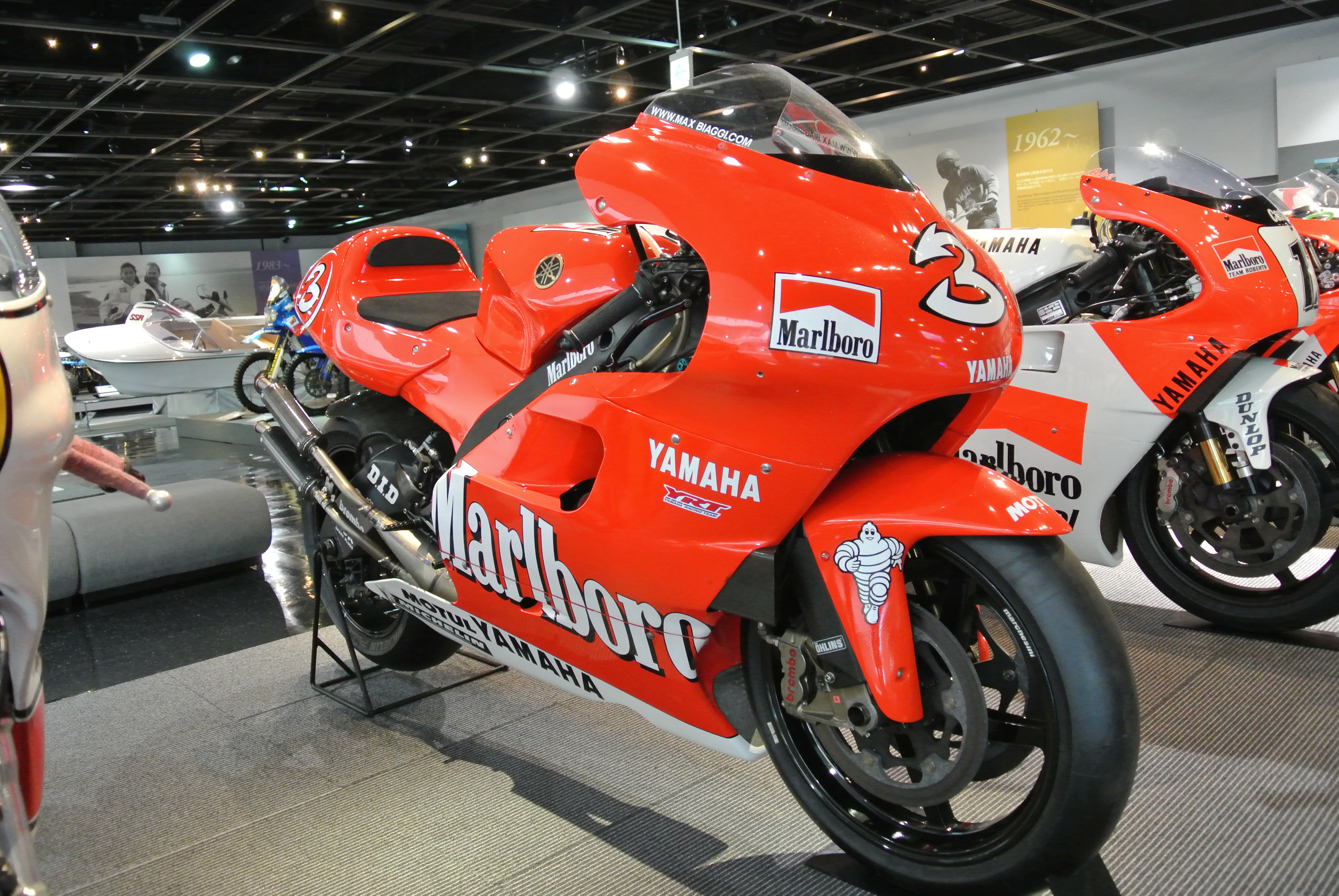
Yamaha YZR500 de Max Biaggi en 2001.
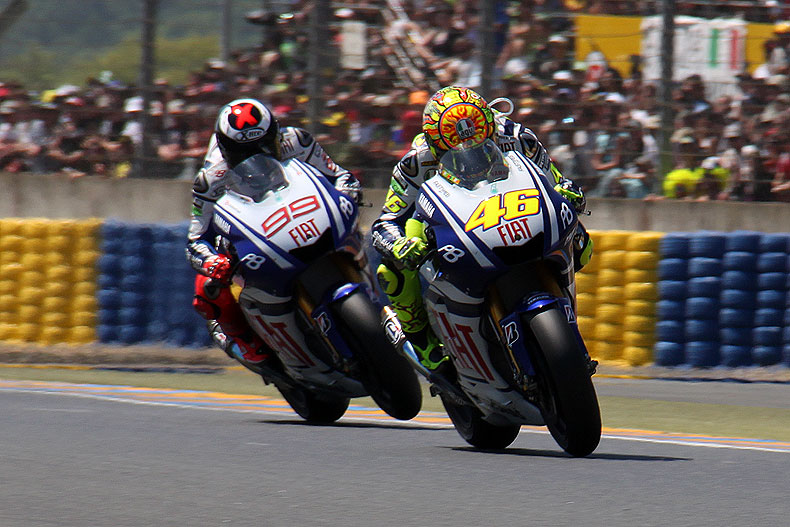
Rossi et Lorenzo lors du Grand Prix moto de France 2010.
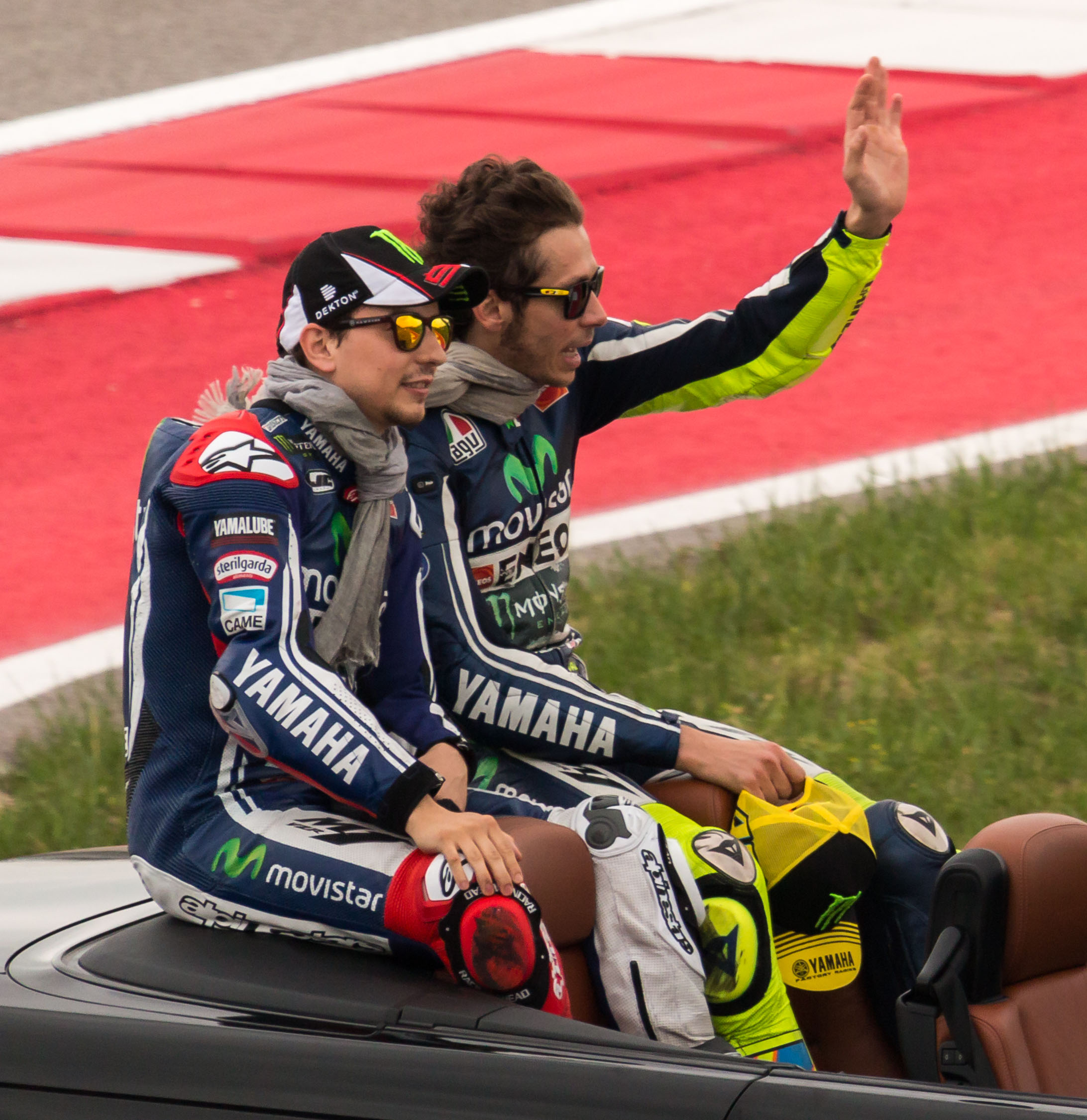
Rossi et Lorenzo lors du Grand Prix moto des Amériques 2014.
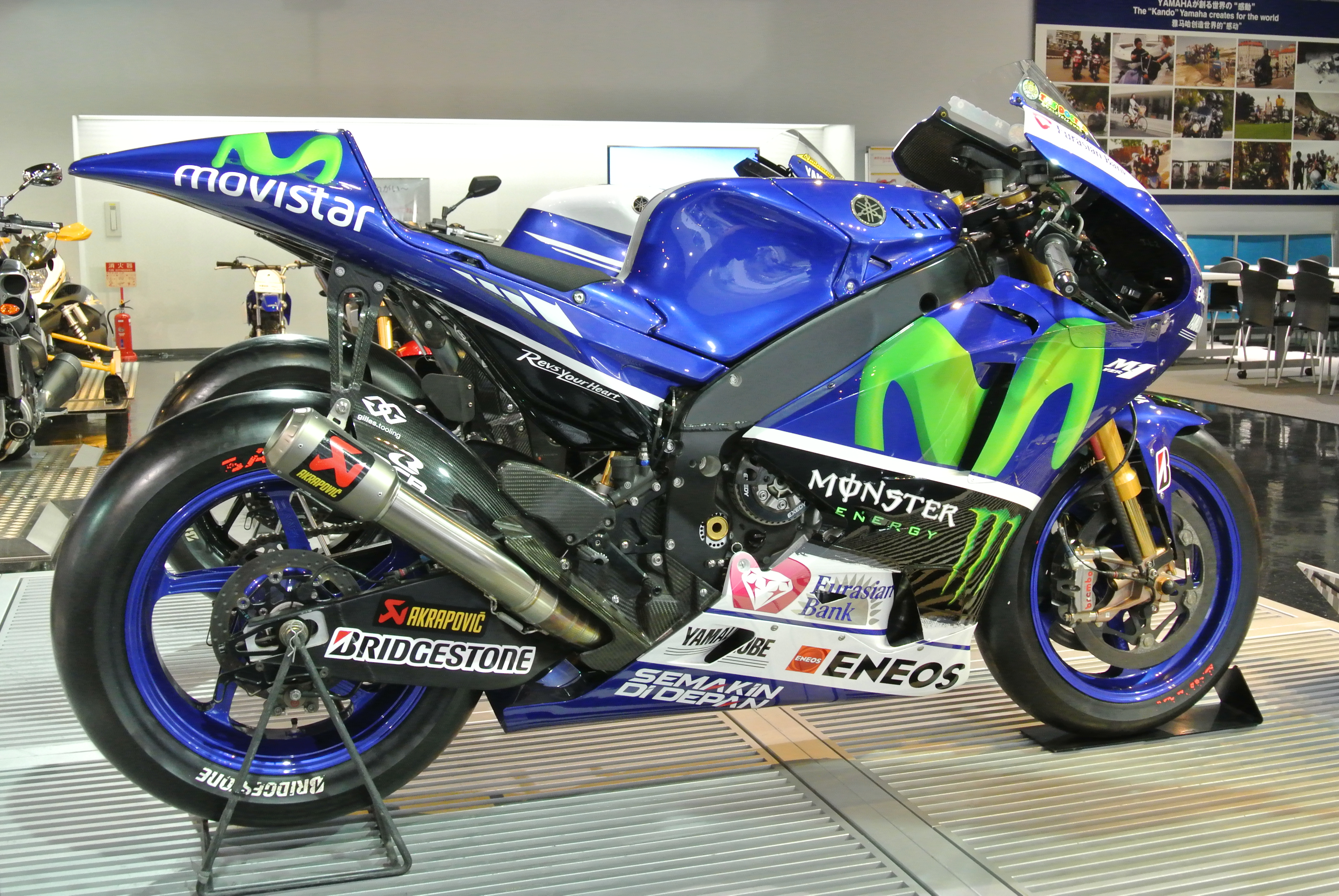
Yamaha YZR-M1 de Rossi en 2015.
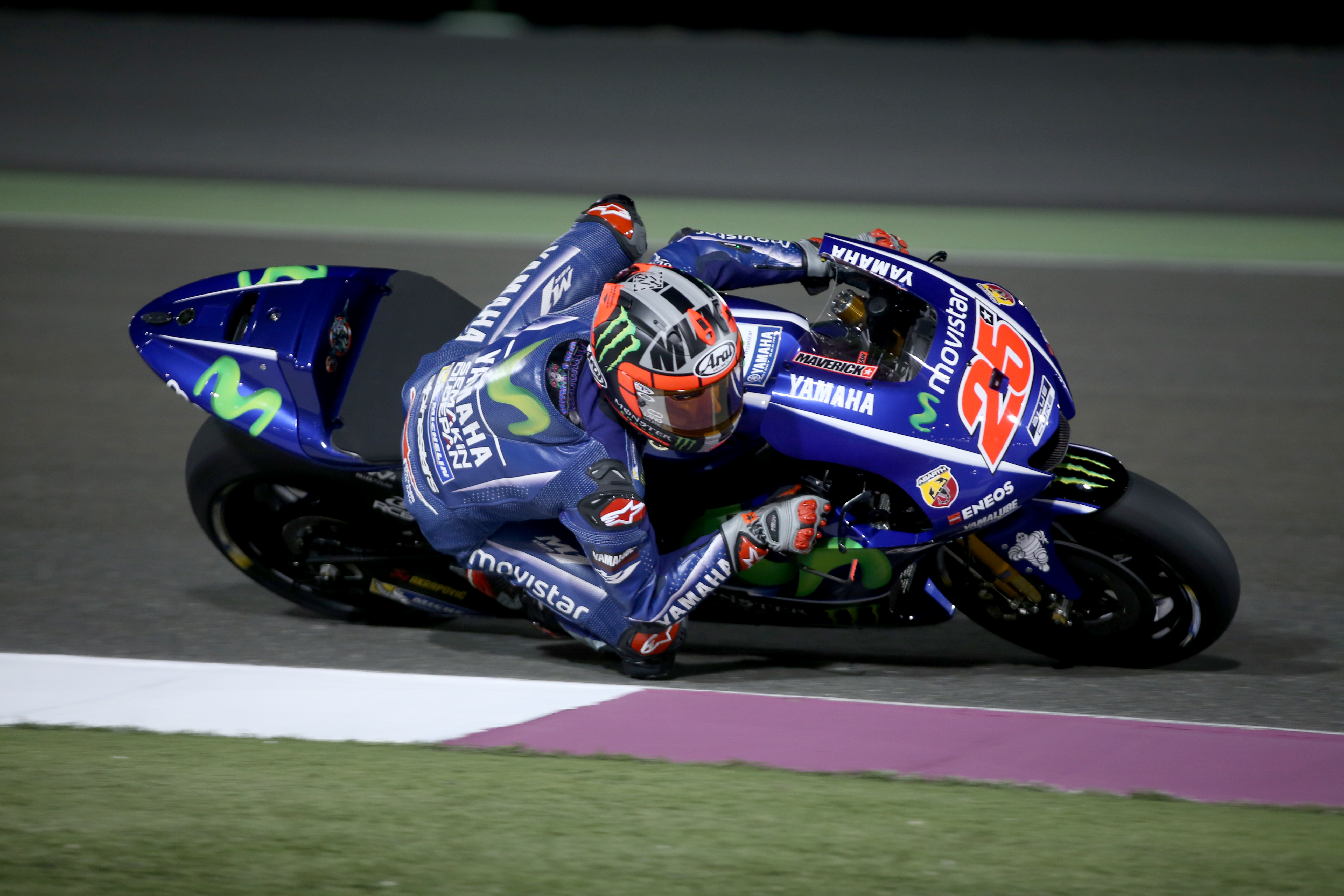
Maverick Viñales